# Dønna (île)
Dønna est la plus grande île de la commune de Dønna, en mer de Norvège dans le comté de Nordland en Norvège.

## Description
L'île de 138 km2 se trouve au large de la côte ouest du Helgeland. Les îles de Løkta et Tomma se trouvent au nord-est de l'île, les îles de Vandve et Åsvær se trouvent à l'ouest et les îles de Herøy (Nord-Herøy et Sør-Herøy) et Alsten se trouvent au sud. Nordvik Church (en) a été construite sur l'île en 1871.
L'île est l'île principale de la municipalité où vivent la plupart des résidents municipaux. Les parties nord et centrale de l'île sont basses et relativement plates, en partie marécageuses avec de jolies plages côtières. La partie sud de Dønna est montagneuse avec plusieurs montagnes escarpées et nues. Le point culminant de l'île est la haute montagne Dønnamannen de 858 mètres dans la partie sud de l'île.
L'île n'est reliée au continent que par des liaisons par ferry avec la ville voisine de Sandnessjøen (et avec l'île voisine de Løkta). Dønna est reliée à l'île de Staulen (dans la municipalité de Herøy) par le pont Åkviksundet à la pointe sud de l'île.

### Réserve naturelle
La réserve naturelle de l'Altervatn (Altervatn naturreservat créée en 1999 est située au nord de l'île, près de Dønnes. La zone est protégée pour préserver une zone humide importante avec des zones d'eau et de marais riches et productives et une avifaune riche et intéressante.

## Galerie

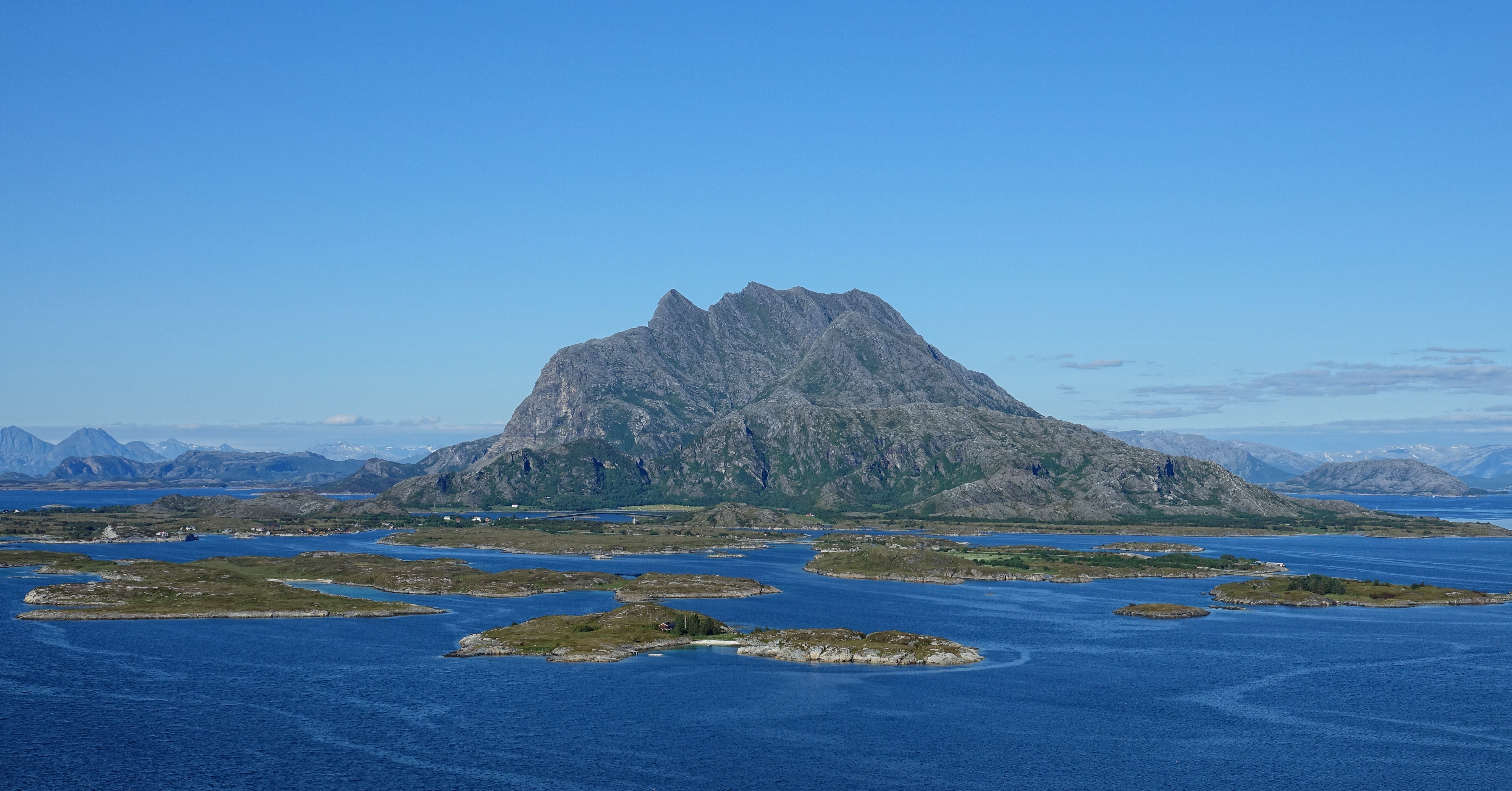
Montagne de Dønnamannen
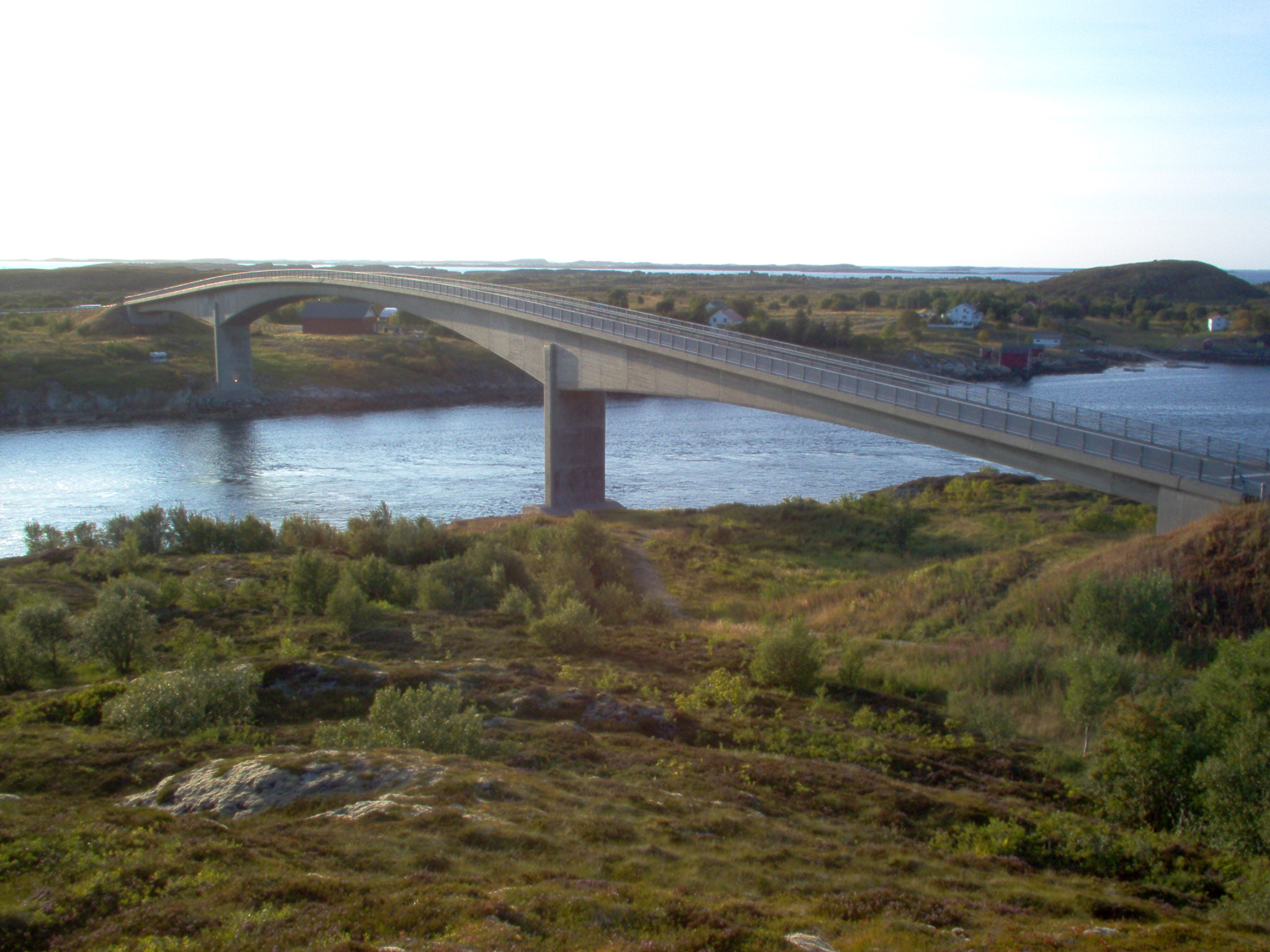
Pont Åkviksundet
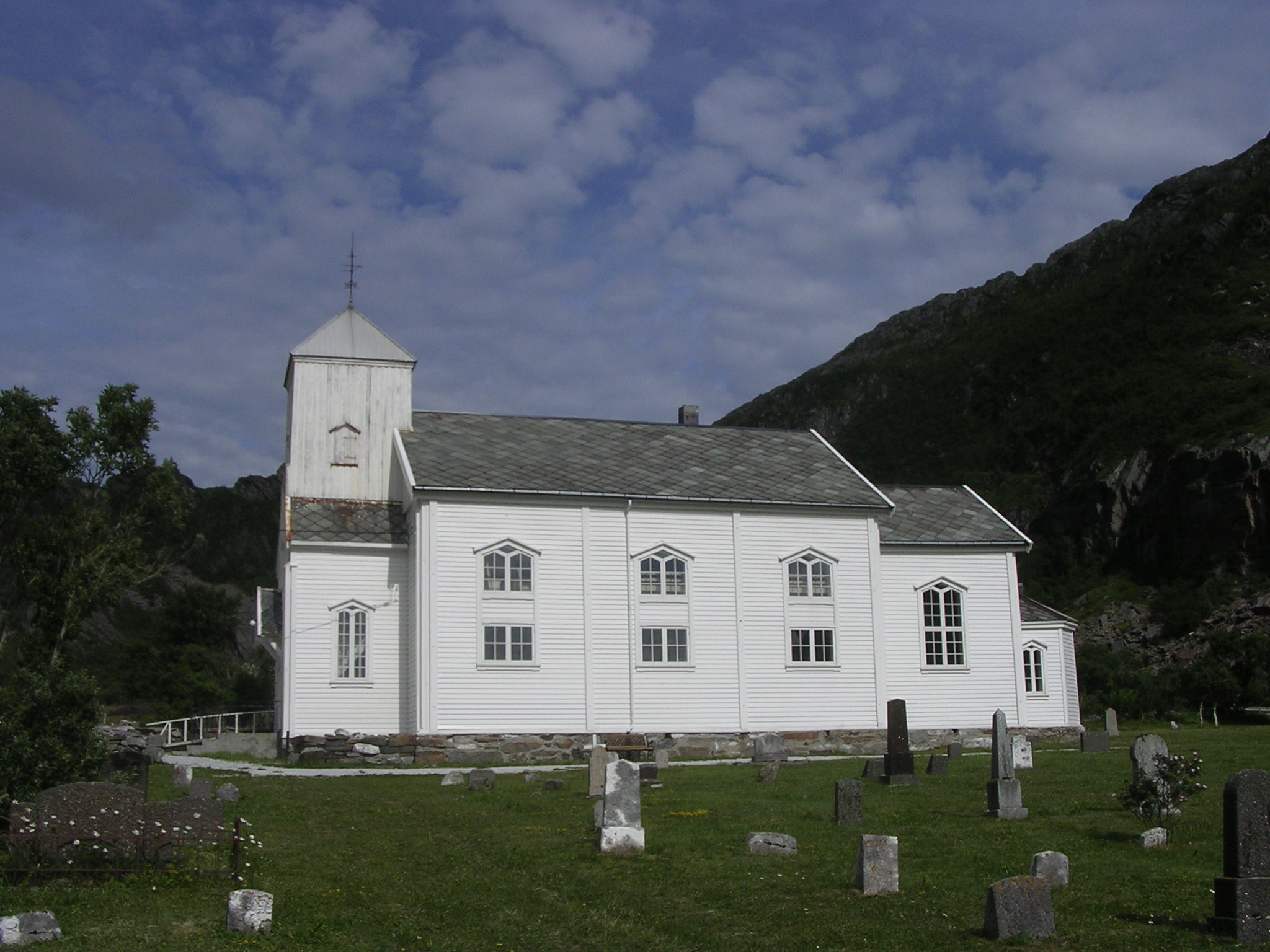
Église de Nordvik